# Посольство України в Литві
Посольство України в Литовській Республіці — дипломатична місія України в Литві, знаходиться в Вільнюсі.

## Завдання посольства
Основне завдання Посольства України в Вільнюсі представляти інтереси України, сприяти розвиткові політичних, економічних, культурних, наукових та інших зв'язків, а також захищати права та інтереси громадян і юридичних осіб України, які перебувають на території Литви.
Посольство сприяє розвиткові міждержавних відносин між Україною і Литвою на всіх рівнях, з метою забезпечення гармонійного розвитку взаємних відносин, а також співробітництва з питань, що становлять взаємний інтерес. Посольство виконує також консульські функції.

## Історія дипломатичних відносин
26 серпня 1991 року Верховна Рада України визнала незалежність Литовської Республіки. 4 грудня 1991 року Верховна Рада Литовської Республіки визнала незалежність України. Дипломатичні відносини між Україною та Литовською Республікою встановлено 12 грудня 1991 року.. Посольство Литовської Республіки в Україні відкрито в серпні 1992 року. Посольство України в Литовській Республіці відкрито в серпні 1993 року. Посольство України в Литовській Республіці знаходиться у приміщенні, яке було придбано у власність України в липні 1994 року.

## Керівники дипломатичної місії

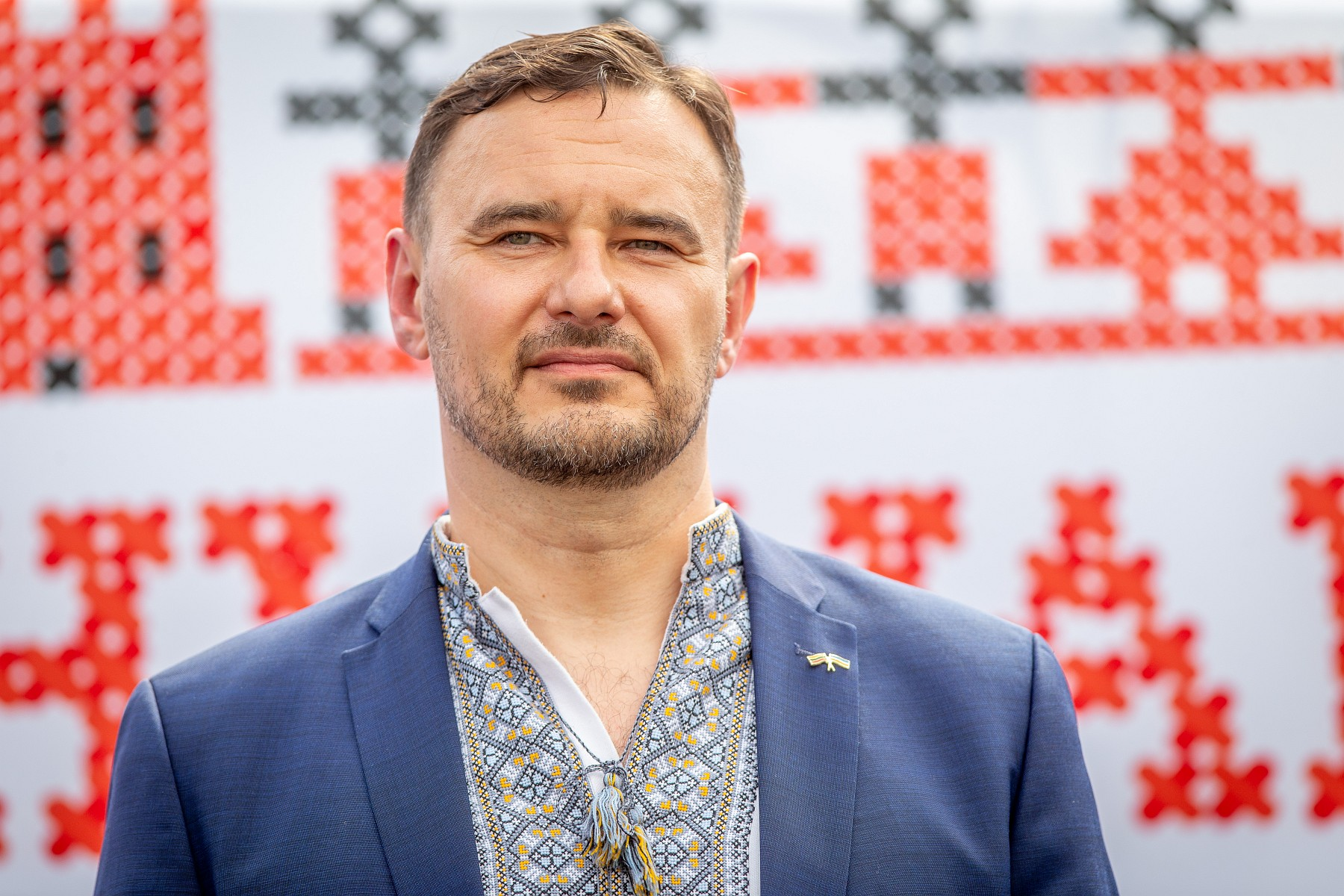
Посол Петро Бешта

1. Мужиловський Силуян Андрійович (1649)
2. Кедровський Володимир Іванович (1919—1921)
3. Паращук Михайло Іванович (1921)
4. Терлецький Євген Петрович (1921—1923)
5. Білодід Ростислав Митрофанович (1992 — 2 березня 1999), посол
6. Зайчук Валентин Олександрович (23 травня 2000 — 29 вересня 2001)
7. Деркач Микола Іванович (27 грудня 2001 — 19 січня 2004)
8. Клімчук Борис Петрович (11 лютого 2004 — 15 березня 2008)
9. Прокопчук Ігор Васильович (15 березня 2008 — 29 червня 2010)
10. Попик Сергій Дмитрович (2010—2011) т.п.
11. Жовтенко Валерій Тимофійович (8 квітня 2011 — 18 червня 2015)
12. Яценківський Володимир Володимирович (31 жовтня 2015 — 6 жовтня 2021)[2]
13. Бешта Петро Петрович (14 січня 2022 — 21 грудня 2024)[3][4]
14. Нікітченко Ольга Юріївна (з 21 грудня 2024)[5]